# Champion (film 1949)
Champion – amerykański film z 1949 roku w reżyserii Marka Robsona.

## Obsada
- Kirk Douglas –  Michael „Midge” Kelly
- Marilyn Maxwell – Grace Diamond
- Arthur Kennedy – Connie Kelly
- Paul Stewart – Tommy Haley
- Ruth Roman – Emma Bryce
- Lola Albright – Palmer Harris
- Luis Van Rooten –  Jerome „Jerry” Harris
- Harry Shannon –  Lew Bryce